# Marokopa

Marokopa à partir de Mangatoa Rd, montrant l’embouchure du fleuve Marokopa, le marae situé sur la berge nord et mont Te Iringa 418 m de haut derrière

Marokopa est une communauté rurale du District de Waitomo dans la région de Waikato située dans l’Île du Nord de la Nouvelle-Zélande.

## Situation
Elle est localisée tout près de la côte, entre la localité d’Awakino et le mouillage de Kawhia Harbour (en).
Le bloc statistique (en) correspondant comprend le centre-ville costal de Marokopa, situé à l’embouchure du fleuve Marokopa, et le coté sud du petit village de Awamarino, à environ 10 km en amont .
La zone fut colonisée par des travailleurs forestiers au cours du XIXe siècle.
C’est devenu de façon prédominante un lieu de fermes agricoles depuis le début du XXe siècle.
En 1911, une importante usine laitière fut construite, qui fabriquait principalement du beurre qui était exporté par bateau vers la cité d’Auckland.
L’usine d’Awamarino fut agrandie en 1932 mais fut fermée en 1937. Une liaison téléphonique vers la localité de Te Kuiti fut terminé en en 1914 et un service de voiture (en) circulait le mardi et le vendredi à partir de 1920.
La ville avait aussi un bureau de poste  
un moulin à flax et une école de 1908 à 1982,.
Maintenant, l’école la plus proche est située à Piripiri (Te Anga).
À 20 km en amont  Il y a un terrain de camping .

## Démographie
En 2018, Marokopa était située dans le meshblocks :4002699-700.
Auparavant,il était dans le meshblock 1019000.
Ces meshblocks avait des résultats des recensements suivant :  

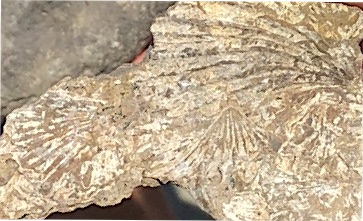
Fossiles de coquilles de Monotis sur la plage de Kiritehere

| année | Population | Logements | âge médian | revenus médian | moyenne nationale |
| ----- | ---------- | --------- | ---------- | -------------- | ----------------- |
| 2001  | 81         | 33        | 40.2       | $12,900        | $18,500           |
| 2006  | 84         | 42        | 46         | $19,200        | $24,100           |
| 2013  | 72         | 36        | 51.7       | $22,500        | $27,900           |
| 2018  | 69         |           |            |                |                   |

## Géologie
La côte entre Marokopa et Kiritehere est accessible à marée basse.
Le long de quelques kilomètres il y a une succession de roches de la fin du Trias et du Jurassique, qui sont exposées.
C’est une partie ouest du Synclinal de Kawhia, qui s’étend vers le nord en direction de la chaîne de Hakarimatas (en) et qui  a été décrite comme la meilleure séquence  du Trias trouvée dans l’île du Nord.
Les roches sont plus jeunes au niveau de Marokopa (Aratauran (en)) et plus âgées vers le sud de  Kiritehere (Otapirian (en)), où il y a d’importants litages de monotis, un des index fossile.

## Marae
Le marae de Marokopa et la maison de rencontre de Miromiro i te Pō sont les lieux de rassemblement de l’hapū local des Maniapoto (en) des Kinohaku (en), des Te Kanawa (en) et des Peehi (en) , .

## Voir  aussi
- District de Waitomo